# Carpentarius

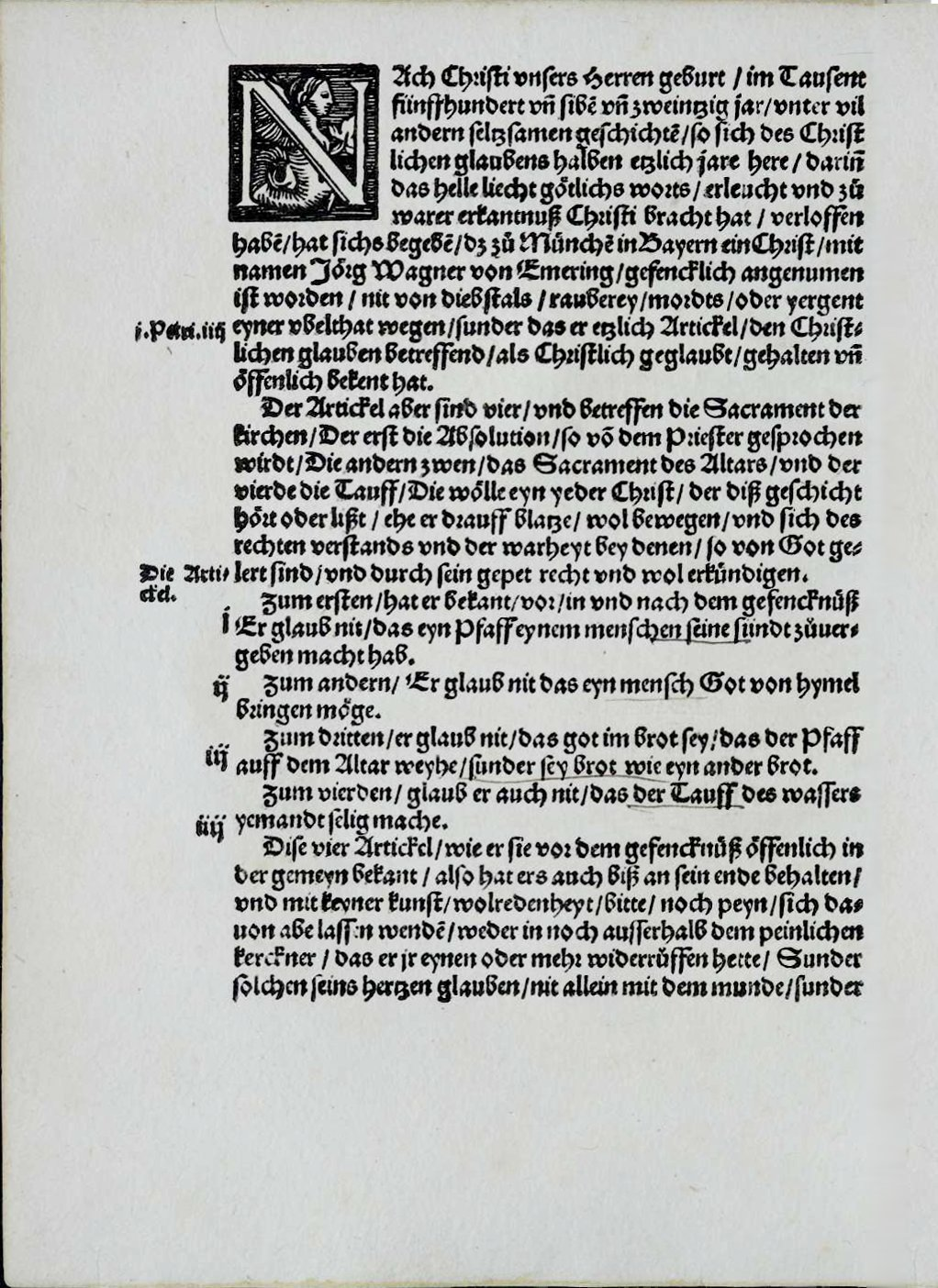
Zeitgenössische Schrift über Georg Wagner

Georg Wagner, Pseudonym: Carpentarius († 8. Februar 1527 in München), war ursprünglich ein römisch-katholischer Priester und später ein reformatorischer Prediger mit täuferischen Ansichten, der wegen seiner religiösen Überzeugungen auf dem Scheiterhaufen hingerichtet wurde.

## Leben
Georg Wagner lebte in Emmering westlich von München und war Mitglied einer der damals verbreiteten Brüdergemeinden.
Sowohl die lutherische Kirche als auch die Täuferbewegung beanspruchen ihn als einen Märtyrer ihrer jeweiligen Glaubensrichtung. Die religiösen Überzeugungen, wegen derer er verurteilt und schließlich hingerichtet wurde, sprechen dafür, dass er zumindest stark von täuferischem Gedankengut beeinflusst war. Von seinen Gegnern wird er meist als „Wiedertäufer“ apostrophiert.
Wagner bestritt die Gegenwart Gottes in der Hostie ebenso wie eine unmittelbare Heilswirkung des Taufwassers bei der Wassertaufe. Er selbst forderte allerdings nicht ausdrücklich die Gläubigentaufe, wie sie in den Brüdergemeinden, denen er angehörte, eingeführt wurde.

## Prozess und Hinrichtung
1526 wurde Wagner verhaftet und nach München in das herzogliche Gefängnis im Falkenturm gebracht. Dies weist auf die hohe politische Bedeutung hin, die die Bayerischen Herzöge dem Fall beimaßen. In ihrem Kampf gegen die sich rasch ausbreitenden Ideen der lutherischen und täuferischen Bewegungen wäre ihnen ein prominenter Anhänger, der der neuen Glaubensrichtung öffentlich abschwört, nützlich gewesen. Wagner wurde eine lebenslange Pfründe in Aussicht gestellt und Herzog Wilhelm und sein Hofmeister sollen ihn persönlich im Gefängnis aufgesucht haben, um ihn zum Widerruf zu bewegen. Er blieb aber trotz grausamer Folter bei seinem Bekenntnis, wurde zum Tod auf dem Scheiterhaufen verurteilt und am 8. Februar 1527 hingerichtet.

## Rezeption
Der Fall erregte vor allem wegen Wagners Standhaftigkeit Aufsehen. Seine große Gefasstheit auf dem Weg zum Richtplatz und selbst noch bei der Hinrichtung ließ ihn zu einem Märtyrer der Täuferbewegung werden. In den Jahren nach Wagners Tod erschienen mehrere Schriften über ihn und sein Martyrium, das auch in verschiedenen Liedern besungen wurde. Die Evangelische Kirche in Deutschland erinnert mit einem Gedenktag im Evangelischen Namenkalender am 8. Februar an Georg Wagner.